# Wikidata
Wikidata este o bază de cunoștințe editată colaborativ și operată de Wikimedia Foundation. Este prevăzută a fi un loc comun pentru un anumit tip de date (de exemplu, date de naștere) care pot fi utilizate de proiecte Wikimedia, cum ar fi Wikipedia. Ea este relativ similară cu Wikimedia Commons după modul în care oferă stocare de date pentru toate proiectele Wikimedia. Wikidata rulează pe software-ul Wikibase.

## Logo
Barele din logo conțin cuvântul „WIKI” codat în codul Morse.